# Operation Flashpoint: Dragon Rising
Operation Flashpoint: Dragon Rising (souvent abrégé OPF:DR ou encore OPF2) est un jeu vidéo de tir tactique développé et édité par Codemasters sorti début octobre 2009.
Après un développement brumeux et tourmenté ajouté à de multiples retard de sa date de sortie officielle, le jeu fut commercialisé sur PC, Xbox 360 et PlayStation 3. Le jeu se veut une suite spirituelle d'Operation Flashpoint, sorti en 2001. Il existe plusieurs modes multijoueurs.

## Trame
Le jeu se déroule sur l'Île de Skira. Cette île a changé plusieurs fois d'appartenance depuis sa découverte; les chinois y ont d'abord débarqué en 1409, puis le Shogunat japonais colonise le sud de l'île en 1610, suivi par la Russie qui colonise le nord en 1700. La Guerre russo-japonaise a pour conséquence l'appropriation complète de l'île par l'empire japonais, en 1905; mais à la fin de la Deuxième Guerre mondiale, Sirka retombe dans le giron de Moscou. La fin de la Guerre froide est marquée par la découverte de gisements pétrolifères difficiles à l'extraction; toutefois, grâce à l'amélioration des techniques de forage, de nombreuses infrastructures pétrolières recouvriront bientôt Skira au début des années 2000.
En 2004, la Chine connait une très forte croissance économique, ce qui a pour conséquence l'appauvrissement des réserves nationales et une hausse toujours croissante de la demande en pétrole. En 2008, la crise économique se traduit en Chine par une forte baisse des exportations de produits manufacturés, entrainant ainsi une augmentation massive du chômage en 2010. Des tensions politiques commencent à apparaître, déstabilisant le gouvernement chinois modéré et provoquant l'adhésion croissante aux politiques extrémistes.
En mars 2011, la Chine mobilise ses troupes qu'elle stationne dans le nord près de sa frontière orientale avec la Russie, qui réplique en avril 2011 en amassant ses propres forces dans la région. Le 9 mai 2011, la Chine envahit l'île Skira, mettant ainsi la main sur le pétrole qui s'y trouve. La Russie tente la diplomatie,exigeant le retrait des forces chinoises, mais la Chine clame l'appartenance originelle des lieux. Face à la perspective de plus en plus probable d'une guerre continentale entre les deux puissances, la Russie demande l'aide des Américains, qui débarquent sur l'île, le 12 mai 2011 à 14h30.

## Développement

### Titre exact
Bien qu'il existe un Operation Flashpoint sorti en 2001 par le même éditeur, ce jeu n'est pas la suite d'Operation Flaspoint, il n'y a aucune continuité dans l'action. On préfère parler de suite spirituelle de par la similitude du gameplay du premier jeu. Cette ambiguïté amène par exemple Jeuxvidéo.fr à qualifier le jeu de « vraie / fausse suite ».
De son côté, BIS (Bohemia Interactive Studio) projetait de développer une suite d'Operation Flashpoint, d'abord désignée par le terme Game 2, ce projet est devenu le jeu ARMA II.
Le titre anglais Operation Flashpoint: Dragon Rising peut se traduire par Opération Point-chaud: le soulèvement du dragon. La présence de "Dragon" dans le titre renvoie à l'animal légendaire asiatique, et plus particulièrement à la Chine qui dans le jeu, attaque l'île. Au sens plus large, on peut interpréter le symbole du dragon par la présence des trois plus grosses puissances militaires présentes sur l'île.

### Entre annonce et sortie
Codemasters avait dès 2003 divulgué son intention de produire une suite d'Operation Flashpoint, mais le projet fut suspendu, Bohemia Interactive Studio ayant à l'époque préféré travailler sur d'autres projets.
Remis à l'ordre du jour, le jeu fut annoncé lors de l'E3 de 2008. Celui-ci était censé être attendu pour l'hiver 2008-2009. Plusieurs vidéos avaient été divulguées. Bien qu'aucune date officielle n'ait été communiquée, le jeu a été d'abord repoussé au printemps 2009, le 20 mars d'après certains sites, puis le 25 mai, avant d'être officiellement retardé à nouveau cette fois-ci, pour l'été 2009. Les développeurs se sont contentés de faire durer le suspens en postant sur le net plusieurs artworks et diverses vidéos montrant des phases de jeu plus ou moins "In-Game" et des phases conceptuelles. En février 2009, Bohemia est entré en conflit avec Codemasters pour des questions de copyright : en effet, selon Bohemia, Codemaster n'avait pas le droit de brandir la licence OFP comme argument car le jeu ne pouvait être la suite (N'utilisant pas les mêmes technologies et pas la même équipe de développement). Ce "scandale" suivant l'affaire Clive Lindop (un des développeurs d'OFP:DR) qui avait falsifié son profil en rajoutant qu'il avait travaillé sur OFP, ce qui était faux. Le 20 février 2009, la couverture officielle de la boîte du jeu dans sa version Européenne et américaine pour les 3 consoles a été divulguée. Le 13 mars 2009, Codemaster annonce qu'une démo sera disponible avant la sortie du jeu complet, sans toutefois en définir la date. Le jour de la sortie du jeu fut à nouveau officiellement repoussée, la plaçant désormais pour l'automne 2009. Cette annonce de retard fut accompagnée d'une vidéo. Ce retard s'expliquerait par un gros travail sur l'Intelligence Artificielle, en effet, lors d'une entrevue, Sion Lenton, le producteur exécutif de Codemasters affirmait:

« Créer cette île si vaste et la peupler de forces militaires à l'intelligence artificielle non scriptée n'est pas une mince affaire. Nous pouvons désormais nous y consacrer à 100 % et ce rendu est possible puisque nous avons le temps pour y arriver. Nous allons nous y consacrer tout l'été pour délivrer le jeu sur tous les formats cet automne, et créer ainsi l'expérience la plus aboutie possible, les gens vont adorer et vont en redemander encore et encore. »

Bien que la crédibilité certains sites internet soit douteuse, le jeu était déjà affiché à la vente sur century-soft.com à partir du 3 février 2009. Le jeu était affiché au prix de 46 € avec une pochette différente de l'originale. Alors même qu'aucune configuration minimale n'ait été publiée par Codemasters, le site mentionnait Pentium 4 à 2,5 GHz et 1 Go de ram. Toutefois, à la mi-mai, le jeu était proposé en pré-commande sur Alapage.com et sur One Game.fr au prix de 49,99 €. Alapage.com donnait comme date de sortie le 30 septembre 2009.
Le salon de l'E3 a été pour Codemasters l'occasion de faire tester une partie du jeu au public. Une vidéo d'environ cinq minutes du gameplay a été filmée et publiée par Jeuxvideo.fr. Cette vidéo a été jugée décevante par certains forums qui jugeaient la qualité des couleurs pâles, les décors différents des vidéos officielles, et le gameplay perfectible,, tout en admettant qu'il s'agissait d'une vidéo filmée sur un écran, ce qui ne reflète guère la réalité. En revanche, le sifflement des balles et les effets sonores ont été jugés réussis. Par ailleurs, deux autres vidéos non officielles du gameplay ont circulé sur internet. Une autre vidéo était une entrevue du producteur exécutif de Codemasters. L'été 2009 est marqué par la publication d'images, de vidéos et enfin, d'une nouvelle date de sortie : le 6 octobre 2009. Quelques jours un peu plus d'une semaine avant sa sortie, Codmaster annonce que la démo ne sera disponible qu'après la sortie du jeu.
| Vidéos diffusées - 2 octobre 2009 : Explication des effets de réalisme (4 min 02 s) - 24 septembre 2009 : Eagle mission offense (1 min 54 s) - 22 septembre 2009 : Trailler des développeurs (4 min 20 s) - 17 septembre 2009 : Vidéo du mode multijoueur. (1 min 23 s) - 4 septembre 2009 : Présentation du contexte historique (2 min 52 s) - 30 août 2009 : Mode coopération (1 min 57 s) - 17 août 2009 : Gameplay en véhicules (1 min 40 s) - 10 août 2009 : Mode hard core (3 min 35 s) - 17 juillet 2009 : Vidéo d'une bataille (1 min 14 s) - 6 juillet 2009 : Vidéo in-game de nuit (1 min 56 s) - 29 mai : Vidéo sur les techniques (1 min 14 s) - 8 mai 2009 : Nouvelle bande d'annonce (en français) - 19 février 2009 : Work in progress - 6 août 2008 : Une grenade en teaser (22 secondes) - 5 août 2008 : Tir de tank (22 secondes) - 23 juillet 2008 Teaser (22 secondes) - 11 juillet 2008 E3 2008 (2 min 13 s) - 22 août 2007 GC 2007 : Trailer (1 min 08 s) | Images diffusées, - 8 octobre 2009 : 6 screenshots - 2 octobre 2009 : 6 screenshots - 24 septembre 2009 : 9 screenshots - 17 septembre : 6 screenshots en multijoueurs - 16 août 2009 : 6 illustrations - 17 juillet 2009 :6 images d'action - 7 juillet 2009 : 4 images de nuit - 3 juillet 2009 : 8 images publiées - 7 mai 2009 : 6 images publiées - 31 mars 2009 : 6 images publiées - 20 février 2009 : 6 images publiées - 6 janvier 2009 : Diffusion d'images - 22 août 2008: GC 2008 : Diffusion d'images - 7 décembre 2007: Image : Diffusion d'images - 25 août 2007: GC 2007 : Présentation du jeu - 22 août 2007: GC 2007 : Divers images |

## Système de jeu

### Les lieux

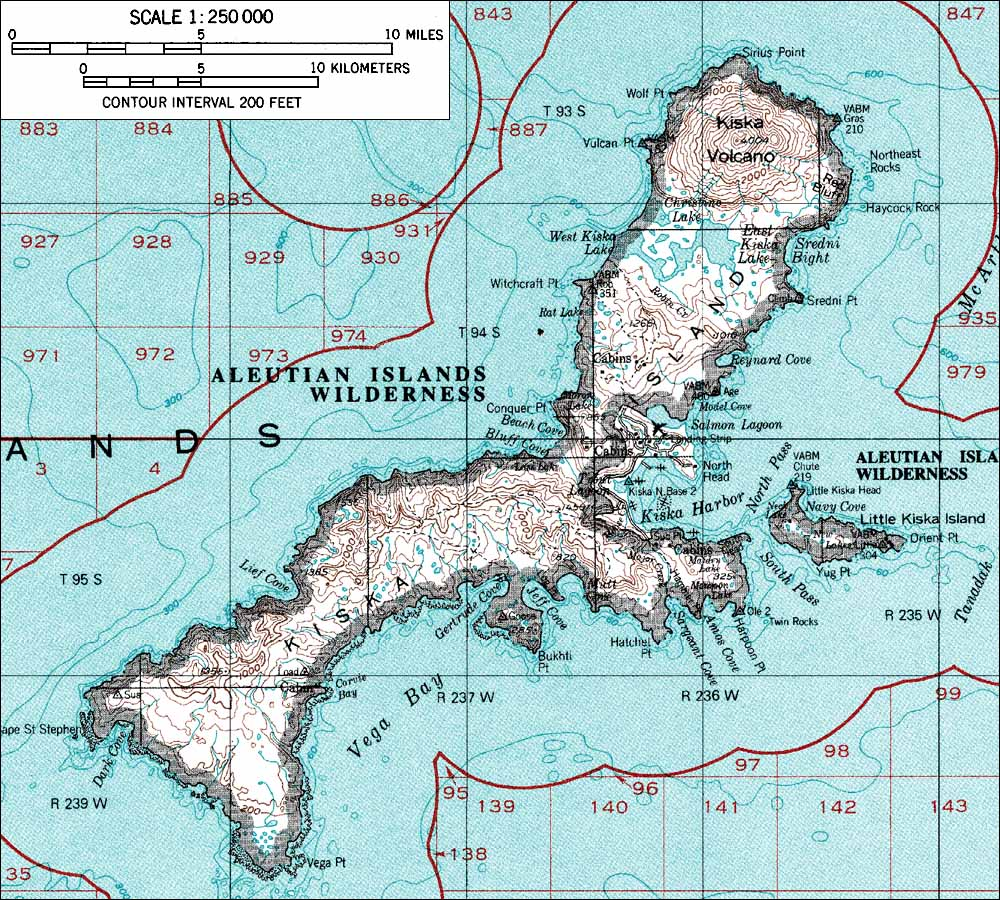
L'île sur laquelle se déroule OPF2.

L'action se déroulera sur l'île de Kiska, (renommée Skira) située dans un archipel en Alaska, sur le sol américain, ce qui offre une carte ouverte de 220 km2. Dans le jeu, il faudrait 9 heures pour traverser l'île à pied, 4 heures en véhicule ou 20 minutes avec un avion rapide. La longueur maximale de l'île avoisine les 50 kilomètres. Divers types de terrains seront accessibles, de la forêt aux reliefs montagneux en passant par de vastes plaines et des littoraux. Ceux-ci subiront divers aléas météorologiques naturels.
Une petite ville, quelques villages ainsi qu'un complexe industriel seront présents sur l'île dans laquelle un aérodrome est implanté.
La végétation est un domaine clef du jeu qui permet d'approcher le photoréalisme. Les plaines sont recouvertes d'herbes folles, des buissons sont répartis çà et là, et plus d'1 500 000 arbres ont été "plantés" sur l'île.

### Mouvement des forces sur Skira
Les forces armées disposeront d'un très vaste choix de véhicules, d'avions, de chars, d’hélicoptères, de blindés et de bateaux. Le joueur est totalement libre de choisir son moyen de locomotion vers le front...

### L'Intelligence Artificielle
Codemasters souhaite développer une Intelligence artificielle des plus novatrices de son genre. Elle sera non scriptée et plus autonome. Le joueur pourra coopérer efficacement avec des IA sans avoir en permanence à se soucier d'elles. Le jeu a été retardé d'un trimestre pour permettre d'y travailler.

« Il y a d'autres titres dont je tairai le nom - des titres où l'on joue une section – où il vaut mieux laisser ses hommes derrière une poubelle et revenir à la fin de la mission pour les récupérer, parce qu'ils se comportent de façon totalement aléatoire. Par contre, dans notre jeu vous oublierez fréquemment que vous avez des équipiers, parce qu'ils font leur travail et que vous n'avez pas à vous soucier d'eux en permanence. »

— (Clive Lindop, designer en chef de l'IA)

### Le mode multijoueur
Dans une ancienne entrevue, Codemaster donnait comme base quatre joueurs pour la campagne multijoueurs, et 16 en multijoueurs "ordinaire". Toutefois, Codemaster avait précisé que le mode multijoueurs évoluerait sans doute. La version commercialisée offre un mode multijoueur contenant 3 genres.
1. Coopération : Permet de jouer une mission de la campagne solo à 4 joueurs.
2. Infiltration : Une petite escouade de marines américains doit remplir un objectif avec des armes à silencieux.
3. Annihilation : C'est un match à mort par équipe.

## Accueil
Avant même sa sortie, le jeu a fait beaucoup parler de lui de par le succès d'Operation Flashpoint, considéré comme une révolution dans le jeu vidéo[réf. nécessaire], et ainsi, les attentes se sont donc fait grandes. Codemaster, lors de ses communiqués, n'a cessé de prôner la qualité inédite de son jeu avec de bien nombreux superlatifs,,, et par la publication d'artwork très (voir trop)  poussés. Plus d'un forum a émis des doutes quant à la faisabilité de décors avec un tel niveau de réalisme.[réf. nécessaire] Certains des premiers médias diffusés se sont révélés avoir été retouchés, provoquant le désenchantement et l'inquiétude,

### Critique
Operation Flashpoint : Dragon Rising a d'abord été évalué par la presse vidéoludique sur les points forts que Codemaster a mis en exergue à de nombreuses reprises.
- L'intelligence artificielle, un des points forts voulu, n'a que peu convaincu. Micromania.fr affirme « Quant à vos partenaires, ils ont un don certain pour mal obéir aux ordres et se faire tirer comme des lapins debout au milieu d'une route. Le temps qu'à trois ils n'abattent un homme, vous aurez zigouillé un peloton entier. »[39], ce qui contredit la position de Codemaster à ce sujet. D'après Jeuxvidéo.fr, « [...] l'IA ne gère pas trop mal les choses » mais « Hélas, ces équipiers sont également capables des pires imbécilités [...] »[1].
- Le réalisme, autre point phare, reste un domaine dans lequel les avis sont mitigés. Les blessures ont un effet aléatoire sur le gameplay, tantôt ininfluentes, tantôt incohérente avec les événements joués. Par ailleurs, le fait que le retour à un checkpoint supprime les blessures et ressuscite les compagnons est incompatible avec le réalisme dont se veut le jeu. Il reste néanmoins possible, en augmentant la difficulté du jeu, de ne pas ressusciter ces derniers aux checkpoints. Jeuxvidéo.fr qualifiera ce phénomène d'« entorses grossières au réalisme. »[31]. Il en va de même avec l'efficacité des ennemis qui est jugée trop variable[31].